# Chesneya villosa
Chesneya villosa är en ärtväxtart som först beskrevs av Antonina Georgievna Borissova, och fick sitt nu gällande namn av Rudolf V. Kamelin och R.M.Vinogr. Chesneya villosa ingår i släktet Chesneya och familjen ärtväxter. Inga underarter finns listade i Catalogue of Life.